# Storia del Liverpool Football Club

## Le origini e i primi successi

### Dalla fondazione alla grande guerra
La storia del Liverpool è legata alle vicende di Anfield, lo stadio di casa del club. Originariamente lo stadio era utilizzato dall'Everton, altro club professionistico di Liverpool, nato nel 1878 e tra i fondatori della Lega Calcio inglese. Quando l'Everton giudicò troppo alto il canone d'affitto dell'impianto, decise di lasciarlo per trasferirsi a Goodison Park. L'usufruttuario del terreno, John Houlding, decise quindi di fondare un nuovo club calcistico che registrò alla Camera di Commercio di Londra come Everton FC and Athletic Ground plc, abbreviato in Everton Athletic (in ragione del fatto che l'originale Everton non aveva ancora una ragione sociale formalmente registrata); tuttavia, il Consiglio Calcistico (il prodromo della Lega Calcio) non accettò di iscrivere la nuova squadra finché avesse tenuto quel nome e, di conseguenza, il 15 marzo 1892 il neonato club fu battezzato Liverpool Association Football Club e, poco dopo, solo Liverpool Football Club.
Il primo presidente del club fu John McKenna e il suo primo atto da manager fu l'ingaggio di tredici calciatori professionisti provenienti dalla Scozia, che si sommarono ai tre inglesi rimasti dopo la diaspora dell'Everton. Il Liverpool non aderì subito alla Lega Calcio inglese: lo fece l'anno successivo e, per la stagione 1893/94 fu iscritto alla Seconda Divisione. Al termine di una stagione senza sconfitte, la squadra vinse il campionato e fu promossa in Prima Divisione. Nel 1901 arrivò anche il primo dei 19 titoli di campione d'Inghilterra, bissato cinque anni dopo nel 1906. Del 1914 fu la prima finale di Coppa d’Inghilterra, persa per 0-1 contro il Burnley.

### Il Liverpool tra le due guerre
La squadra non lasciò grande impronta di sé nel periodo tra le due guerre, se si eccettua il biennio sportivo 1921/22 - 1922/23, che vide il Liverpool vincere la sua prima serie di titoli consecutivi. A guidare in campo la squadra in quei due campionati vinti era il difensore della nazionale inglese Ephraim Longworth, che vestì la maglia del Liverpool per 18 stagioni. Nonostante le premesse, quei due titoli furono il prologo al periodo più infruttuoso della storia dei Reds: quasi un quarto di secolo, interrotto solo dopo la fine della guerra, nel 1947.

## Il declino e la retrocessione
Il titolo vinto nel 1947, il quinto, sembrò aver ridato lustro al club, ma fu un trionfo isolato. Nel 1950 il club perse la finale della Coppa d'Inghilterra e due anni più tardi registrò il record di 61.905 spettatori in occasione del quinto turno della stessa manifestazione, contro il Wolverhampton Wanderers Una serie di campionati fallimentari portarono il Liverpool sempre più in basso, finché nel 1954 giunse la retrocessione in Second Division dopo 61 anni di massima serie. Nel quinquennio successivo fu toccato il più basso della storia del club, con la squadra, fuori dal grande giro, che subì l'onta di un pesante 1-9 a opera del Birmingham City, nel dicembre 1954, e l'umiliazione dell'eliminazione ai quarti di finale della Coppa d'Inghilterra nel 1957 ad opera del Southend Utd. Unica - magra - consolazione fu la vittoria per 4-0 sui rivali cittadini dell'Everton nel corso della Coppa d'Inghilterra 1954/55.

## La resurrezione

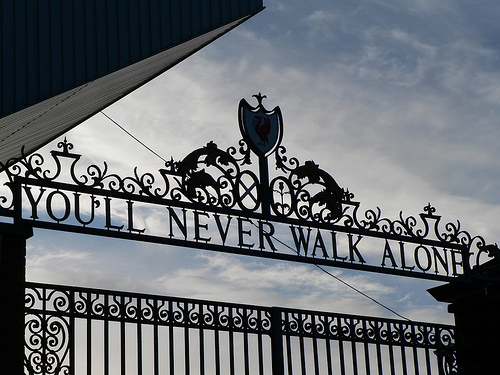
L'ingresso di Anfield intitolato a Bill Shankly

Roma, Stadio Olimpico, 25 maggio 1977
LIVERPOOL - Borussia Mönchengladbach 3-1
Marcatori: 29’ McDermott, 50’ Simonsen, 67’ T. Smith, 85’ Neal (R).
LIVERPOOL: Clemence, Neal, Jones, T. Smith, Hughes; Case, R. Kennedy, Callaghan, McDermott; Keegan, Heighway.
Allenatore: Bob Paisley.
BORUSSIA MÖNCHENGLADBACH: Kneib; Vogts, Klinkhammer, Wittkamp, Schäffer; Wohlers (Hannes), Wimmer (Kulik), Stielike, Bonhof; Simonsen, Heynckes.
Allenatore: Udo Lattek.
Arbitro:  Wurtz.
Quando nel 1959 lo scozzese Bill Shankly fu chiamato a prendere in mano il Liverpool, la squadra proveniva, come detto, da uno dei punti più bassi della sua storia. Come già accaduto al primo manager del club, anche Shankly, per ripartire, si affidò a una generazione di giovani scozzesi. Uno dei più famosi fu certamente Ian St. John, subito divenuto un beniamino del pubblico di Anfield dopo una tripletta all'Everton al suo debutto in maglia rossa, nonostante la sconfitta per 3-4 del Liverpool, e ribattezzato The Saint. In tre stagioni, Shankly riuscì a riportare i Reds in Prima Divisione e costruì la base per i successi futuri: nel 1963/64 arrivò addirittura il sesto titolo di campione d'Inghilterra, il primo dopo diciassette anni, e l'anno successivo il Liverpool arrivò fino alla semifinale di Coppa dei Campioni.
Il 1965 fu anche l'anno della prima Coppa d'Inghilterra, ottenuta battendo 2-1 a Wembley il Leeds Utd. Ad essa seguì, l'anno successivo (1966) il settimo titolo inglese, che finalmente riportava il Liverpool tra le grandi del Paese, e la terza consecutiva Charity Shield. Furono in totale 15 gli anni di Bill Shankly alla guida del Liverpool: prima di ritirarsi (1974) lasciò alla squadra l'ottavo titolo nazionale (1973) e, prima di questo, soprattutto la Coppa UEFA 1972/73, che apriva la strada del club al dominio continentale. Sebbene non vittorioso come i suoi successori, Shankly aveva restituito l'orgoglio ai tifosi di Anfield, e per questo è ancora oggi ricordato.

## La conquista dell'Europa
Londra, Wembley Stadium, 10 maggio 1978
Liverpool - Club Bruges 1-0
Marcatori: 64’ Dalglish.
LIVERPOOL: Clemence, Neal, Thompson, Hansen, Hughes; Case (Heighway), R. Kennedy, Souness, McDermott; Fairclough, Dalglish.
Allenatore: Bob Paisley.
BRUGES: Jensen; Bastijns, Krieger, Leekens, Maes (Volders); Cools, Decubber, Vandereycken, Kü (Sanders); Simeon, Sörensen.
Allenatore: Ernst Happel.
Arbitro:  Corver.

1977, Roma: i giocatori festeggiano la prima Coppa dei Campioni della storia del club

A prendere il posto di Shankly fu il suo vice Bob Paisley, sempre al fianco del tecnico scozzese nei suoi quindici anni alla guida della squadra. Fu, quello di Paisley, il periodo più fecondo della storia del Liverpool, ed egli stesso è ricordato come uno degli allenatori più vincenti della storia del calcio. Grazie anche all'ossatura predisposta da Bill Shankly, Paisley poté disporre di una squadra formata da elementi di sicuro valore come il portiere Clemence, i difensori Neal e Alan Kennedy, i centrocampisti Case, Hughes e McDermott, gli attaccanti Ray Kennedy, Toshack e, su tutti, la classe di Kevin Keegan, uno dei migliori talenti espressi dal calcio inglese. Tutti giocatori di livello internazionale e regolarmente usati dalle loro rappresentative nazionali, tra l'altro.
Dopo aver portato a casa l'accoppiata titolo nazionale (il nono) e Coppa UEFA (la seconda in quattro anni) nel 1976, il Liverpool giunse alla finale di Roma della Coppa dei Campioni l'anno successivo, contro il Borussia Mönchengladbach, già battuta nella finale di Coppa UEFA del 1973. I Reds vinsero 3-1 e si laurearono campioni d'Europa per la prima volta, successo che replicarono l'anno successivo nella finale di Wembley contro i belgi del Club Bruges.
Keegan, dopo questi successi, lasciò il Liverpool nel 1977 per andare a giocare in Germania, nell'Amburgo, e il suo posto fu preso dall'estroso scozzese Kenny Dalglish detto King, e la squadra continuò a mietere successi: fino al 1983, l'anno del suo ritiro, Paisley vinse ancora un'altra Coppa dei Campioni (a Parigi nel 1981 contro il Real Madrid), tre titoli nazionali, tre Coppe di Lega consecutive e una Supercoppa d’Europa. Paisley lasciò da trionfatore un Liverpool trasformato nella miglior squadra d'Inghilterra e d'Europa.

## Glihooliganse la messa al bando
Parigi, Parco dei Principi, 27 maggio 1981
LIVERPOOL - Real Madrid 1-0
Marcatori: 82’ A. Kennedy.
LIVERPOOL: Clemence, Neal, Thompson, Hansen, A. Kennedy, Lee, McDermott, Souness, R. Kennedy; Dalglish (Case), Johnson
Allenatore: Bob Paisley.
REAL MADRID: Agustín; Cortes (Pineda), Navajas, Sabido; del Bosque, Ángel, Camacho, Stielike; Juanito, Santillana, Cunningham. Allenatore: Vujadin Boškov.
Arbitro:  Palotai.
Anche con Joe Fagan, subentrato a Paisley, il Liverpool non smise di vincere: nel 1984 arrivò il quindicesimo titolo nazionale e, soprattutto, la quarta Coppa dei Campioni, vinta ancora una volta allo Stadio Olimpico, questa volta contro la squadra che in quello stadio era normalmente di casa, la Roma: dopo l'addio di Ray Clemence, il Liverpool s'era affidato a un portiere africano spericolato e guascone, lo zimbabwese Bruce Grobbelaar, ex combattente e giramondo (aveva giocato al calcio in Sudafrica e in Canada). Per la prima volta nella sua storia la finale di Coppa dei Campioni fu decisa ai calci di rigore (dopo un tiratissimo pareggio per 1-1 siglato da Neal e Pruzzo), e in quel frangente fu determinante l'atteggiamento clownesco di Grobbelaar, che indusse Conti e Graziani a sbagliare i loro tiri e a far volare la Coppa in Inghilterra per la quarta volta in otto stagioni, performance seconda solo alle cinque Coppe consecutive del Real Madrid dal 1956 al 1960.

1984, Roma: Phil Neal segna il goal del vantaggio nella finale di Coppa dei Campioni Liverpool-Roma

Sfortunatamente per il Liverpool, ai successi in campo internazionale corrispondeva anche un elevato tasso delinquenziale di molti dei suoi tifosi (i famigerati hooligans), autori di autentici raid teppistici di inusitata violenza sia in Inghilterra che in giro per l'Europa (e già i tifosi di un'altra squadra inglese, il Tottenham, si erano distinti per violenze varie nella finale di ritorno della Coppa UEFA 1983/84 contro l'Anderlecht, a Bruxelles). Proprio l'esperienza di Bruxelles avrebbe dovuto suggerire all'UEFA di non far giocare una finale europea in uno stadio vecchio e insicuro come l'Heysel, ma nonostante tutti gli avvisi, la finale della Coppa dei Campioni 1984/85 fu assegnata alla capitale belga. Anche quell'anno il Liverpool raggiunse la finale, e trovò per il secondo anno di fila un'italiana, la Juventus. Gli incidenti che precedettero la partita (cui fece da contraltare l'assoluta inefficienza della polizia belga, impreparata a gestire una situazione come quella creatasi), detti Strage dell'Heysel, costarono, tra tifosi italiani, francesi, belgi e irlandesi, 39 morti, il bando quinquennale di tutte le squadre inglesi dalle competizioni europee eccettuato lo stesso Liverpool per il quale il bando fu di sei stagioni, e la fine del ciclo continentale dei Reds. Fagan si ritirò dopo la partita che, per la cronaca, vide la squadra inglese sconfitta per 0-1 (gol di Platini su rigore).
I fatti di Bruxelles attirarono sul Liverpool l'astio di tutte le altre squadre inglesi, che erano tutte fuori dall'Europa a causa della follia degli hooligans dei Reds, che furono oggetto negli anni seguenti di una massiccia campagna di denigrazione e disprezzo da parte degli sportivi britannici.
In quel momento difficile, Kenny Dalglish assunse l'incarico di giocatore-allenatore: nonostante la squadra fosse rimasta fuori dall'Europa, in campo nazionale era ancora la più forte, e vinse altri tre campionati, nel 1986, nel 1988 e nel 1990. I successi domestici, però vennero offuscati dall'ennesimo disastro, la Strage di Hillsborough, a Sheffield, dove, a causa di gravissimi errori organizzativi e logistici, 96 persone rimasero uccise.
A guidare il club, dopo Dalglish, altre due glorie dei Reds: prima Ronnie Moran, poi Graeme Souness, entrambi campioni d'Europa a Roma nel 1984. La prima uscita europea del Liverpool si arrestò nei quarti di finale della Coppa UEFA 1991/92 contro il Genoa in quella che verrà ricordata come la prima sconfitta casalinga del Liverpool contro una squadra italiana, ma paradossalmente quello fu l'inizio dell'uscita dal lungo tunnel iniziato la notte dello stadio Heysel. La Coppa d'Inghilterra del 1992 e quella di Lega del 1995 segnarono la ripresa di un cammino che poi, sotto la guida prima di Roy Evans (1991-1998) e poi di Gérard Houllier (dal 1998), avrebbe riportato il club alla ribalta.
Roma, Stadio Olimpico, 30 maggio 1984
LIVERPOOL - ROMA 5-3 d.c.r. (1-1)
Marcatori: 13’ Neal, 42’ Pruzzo.

Calci di rigore: Nicol (1-1), Di Bartolomei (1-2) • Neal (2-2), B. Conti (2-2) • Souness (3-2), Righetti (3-3) • Rush (4-3), Graziani (4-3) • A. Kennedy (5-3).
LIVERPOOL: Grobbelaar; Neal, A. Kennedy, Hansen, Lawrenson; Johnston (Nicol), Lee, Souness, Rush, Dalglish (M. Robinson), Whelan.
Allenatore: Joe Fagan.
ROMA: Tancredi, Nela, Nappi; D. Bonetti, Falcão, Righetti; B. Conti, Cerezo (Strukelj), Pruzzo (Chierico), Di Bartolomei, Graziani.
Allenatore: Nils Liedholm.
Arbitro:  Frederiksson.

## Il nuovo millennio

### I nuovi successi europei
L'affidamento del club a un tecnico francese suscitò sulle prime un certo scetticismo. Gérard Houllier, che peraltro si era sempre dichiarato tifoso del Liverpool fin da giovane, aveva al suo attivo al momento dell'ingaggio solo una Coppa di Francia nel 1995, anche se era stato il vice allenatore della nazionale francese campione del mondo 1998, guidata da Aimé Jacquet. Dalla sua, però, Houllier aveva una grande pazienza e la capacità di adattare i giocatori al suo credo tattico, cosa questa che gli fece avere successo quasi subito. Egli fu assunto all'inizio per affiancare Roy Evans, ma il tecnico inglese non tollerò a lungo la doppia conduzione tecnica e nel 1999 lasciò Houllier da solo alla guida della squadra.
L'affermazione di Houllier si ebbe nella stagione 2000-2001. Giunto terzo nel proprio girone di Champions League, il Liverpool fu dirottato in Coppa UEFA e lì la squadra iniziò un cammino lento ma sicuro verso la finale: vittime di riguardo furono la Roma (battuta 2-0 all'Olimpico con una doppietta del talento Michael Owen) e il Barcellona. La rocambolesca finale contro la sorpresa Deportivo Alavés fu vinta 5-4 al golden goal. Al successo europeo si accompagnarono la Coppa di Lega inglese, ottenuta battendo in finale il Birmingham City ai tiri di rigore, la Coppa d'Inghilterra, vinta in rimonta, per 2-1, nella finale contro l'Arsenal (doppietta di Michael Owen). Ad agosto i Reds vinsero anche la Supercoppa d'Inghilterra (2-1 al Manchester United) e a settembre misero in bacheca anche la Supercoppa europea, vinta contro i campioni continentali del Bayern Monaco, successo che chiuse la tripletta stagionale di coppe.
Nel 2001-2002 il Liverpool si piazzò secondo in Premier League, al termine di una stagione difficile, che vide Houllier operato di cuore a seguito di un infarto cardiaco occorsogli durante una partita contro il Leeds Utd. La squadra, sotto la guida del suo vice Phil Thompson, ne risentì e non rese secondo le aspettative e le possibilità. Nel 2002-2003 arrivò un'altra Coppa di Lega, ma nel 2004, dopo un periodo di turbolenza e di malintesi con la tifoseria, Houllier e il Liverpool decisero di separarsi.
Istanbul, Stadio Olimpico Atatürk, 25 maggio 2005
LIVERPOOL - MILAN 6-5 d.c.r. (3-3)
Marcatori: 1’ Maldini, 39’ e 40’ Crespo, 54’ Gerrard, 56’ Šmicer, 60’ Xabi Alonso.

Calci di rigore: Serginho (3-3), Hamann (4-3) • Pirlo (4-3), D. Cissé (5-3) • Tomasson (5-4), • Riise (5-4) • Kaká (5-5), Šmicer (6-5) • Ševčenko (6-5).
LIVERPOOL: Dudek; Finnan (46’ Hamann), Hyypiä, Carragher, Traoré; Kewell (23’ Šmicer), Xabi Alonso, Gerrard, Riise; Luis García, Baroš (85’ D. Cissé).
Allenatore: Rafael Benítez.
MILAN: Dida; Cafu, Stam, Maldini, Nesta; Pirlo, Seedorf (85’ Serginho), Gattuso (111’ Rui Costa), Kaká; Crespo (85’ Tomasson), Ševčenko.
Allenatore: Carlo Ancelotti.
Arbitro:  Mejuto González.
La squadra presa in mano dallo spagnolo Rafael "Rafa" Benitez aveva delle buone individualità, come il capitano Steven Gerrard e i solidi Jamie Carragher e Sami Hyypiä, ma non sembrava poter competere con il gigantismo delle sue rivali Manchester United e soprattutto Chelsea. In effetti, alla fine del campionato, il Liverpool non andò oltre un quinto posto, alle spalle perfino degli eterni rivali cittadini dell'Everton. Fu, tuttavia, in Europa che Rafa compì un capolavoro tattico, affidandosi soprattutto alla difesa: nei quarti di finale di Champions League 2004-05 eliminò la Juventus (2-1 e 0-0) e, trovato in semifinale il Chelsea, lo costrinse allo 0-0 a Londra per poi batterlo 1-0 ad Anfield al termine di una partita molto chiusa. In finale a Istanbul il Liverpool trovò il Milan, che parve aver messo le mani sulla coppa dopo un primo tempo dominato e terminato 3-0. Nella ripresa, però, una reazione dei Reds riuscì a riportare in parità l'incontro in soli 6 minuti, grazie ai gol del capitano Gerrard, di Šmicer e di Xabi Alonso, costringendo la squadra italiana ai tempi supplementari, dove il portiere Jerzy Dudek operò un doppio salvataggio di eccezionale abilità su Ševčenko proprio al 120'. Ripetendo quello che aveva fatto Bruce Grobbelaar vent'anni prima, Dudek si propose in atteggiamenti clowneschi sulla linea di porta che portarono Serginho, Pirlo e lo stesso Ševčenko a sbagliare i propri rispettivi tiri di rigore, e che come conseguenza consegnarono al Liverpool il suo quinto titolo di campione d'Europa. Qualche mese più tardi la Supercoppa europea vinta contro il CSKA Mosca (anch'essa di proprietà di Roman Abramovič come il Chelsea) fece coppia con il massimo trofeo europeo.
La quinta Coppa dei Campioni valse al Liverpool il multiple-winner badge dell'UEFA Champions League, oltre al diritto di tenere definitivamente l'originale del trofeo nella propria bacheca, sebbene, paradossalmente, non garantì l'automatica qualificazione all'edizione successiva, come avveniva con la vecchia Coppa dei Campioni. La questione fu successivamente risolta con una deroga speciale dell'UEFA valida solo per quel caso eccezionale.
Nonostante al termine della stagione 2005-2006 il Liverpool avesse totalizzato 82 punti, non andò oltre un terzo posto finale in Premier League (piazzamento che gli garantì la partecipazione alla Champions League successiva). Vinse, tuttavia, la Coppa d'Inghilterra (in finale contro il West Ham Utd) e, nell'agosto 2006, il Community Shield (dal 2002 nuovo nome della coppa precedentemente supercoppa nazionale, già nota come Charity Shield) battendo il Chelsea per 2-1. In Champions, nonostante fossero i detentori del trofeo, i Reds caddero già agli ottavi contro il Benfica, perdendo per 1-0 all'andata in trasferta e per 0-2 in casa al ritorno.
Nella stagione 2006-2007 il Liverpool non fu in grado di difendere la Coppa d'Inghilterra: sia in tale competizione che nella Coppa di Lega fu eliminato in gara unica ad Anfield dall'Arsenal (vittorioso rispettivamente per 1-3 e per 3-6). In campionato la squadra chiuse al terzo posto con 68 punti in coabitazione con l'Arsenal. Raggiunse, tuttavia, la finale della Champions League dopo avere eliminato il Barcellona campione in carica agli ottavi, il PSV ai quarti e i connazionali del Chelsea in semifinale. Nella finale disputata il 23 maggio 2007 allo Stadio Olimpico di Atene la squadra di Benítez fu battuta dal Milan, in quella che fu una riedizione della finale di due anni prima, per 1-2 (doppietta di Inzaghi e rete di Dirk Kuyt).

### Anni di transizione

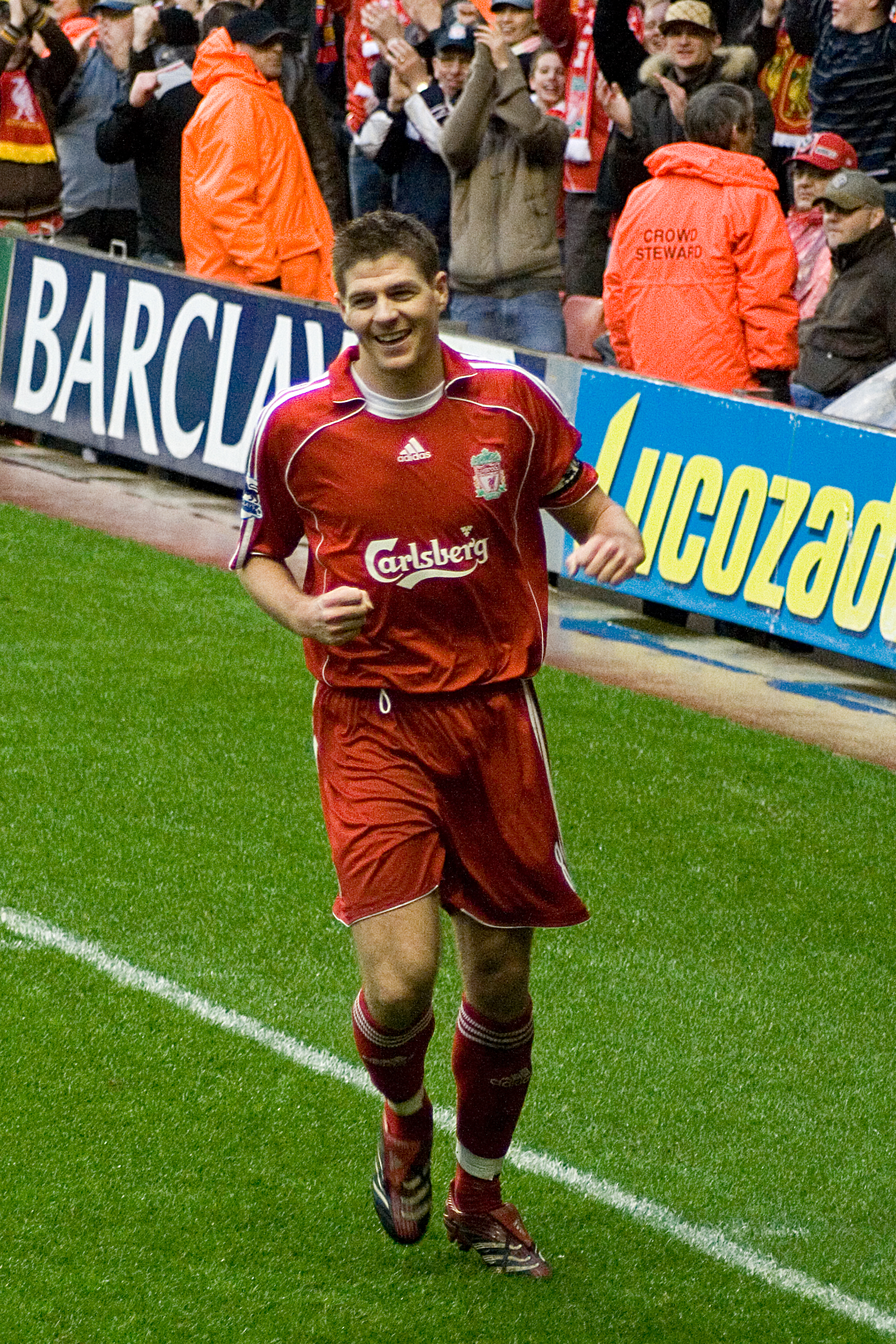
Steven Gerrard storico capitano dei Reds

Il 6 febbraio 2007 gli industriali delle telecomunicazioni statunitensi George Gillett (proprietario della squadra canadese di hockey su ghiaccio dei Montréal Canadiens) e Tom Hicks (proprietario della squadra di baseball dei Texas Rangers) acquistarono la maggioranza del club con un investimento complessivo di 470 milioni di sterline (720 milioni di euro). Nell'offerta erano compresi anche 215 milioni di sterline per il nuovo stadio, da costruirsi a Stanley Park. L'inizio previsto dei lavori era a circa 60 giorni dalla stipula dell'accordo commerciale. I nuovi proprietari del club dichiararono, nella conferenza stampa di presentazione, che lo stadio avrebbe potuto anche essere rinominato da un eventuale sponsor, qualora questo fosse stato utile a incassare il denaro necessario per portare a Liverpool un calciatore di valore a stagione. Dopo aver venduto anche le sue quote di proprietà, David Moores non fu più il presidente della società, la quale passò in comproprietà ai due azionisti statunitensi.
Nel mercato estivo del 2007 il Liverpool prelevò, tra gli altri, lo spagnolo Fernando Torres dall'Atlético Madrid per 36 milioni di euro, e l'olandese Ryan Babel dall'Ajax per 17 milioni di euro.
In Champions League il Liverpool, nonostante un inizio negativo, riuscì a superare il girone eliminatorio, aggiudicandosi il secondo posto nel proprio gruppo dietro al Porto e davanti a Marsiglia e Beşiktaş. Agli ottavi di finale eliminò l'Inter, ridotta in dieci uomini e battuta per 2-0 ad Anfield all'andata con due reti segnate negli ultimi cinque minuti e sconfitta anche al Meazza (1-0), anche stavolta con gli avversari ridotti in dieci uomini. I quarti di finale giocati contro l'Arsenal videro i Reds superare il turno dopo il pareggio all'Emirates Stadium (1-1) e la vittoria ad Anfield Road (4-2). Nel turno successivo (semifinale), i Reds furono eliminati dal Chelsea dopo aver pareggiato per 1-1 all'andata ad Anfield Road ed essere stati sconfitti per 3-2 a Stamford Bridge. In campionato il Liverpool non andò oltre il quarto posto, collezionando 76 punti. Ancora una volta il distacco dal Manchester United campione, dal Chelsea e dall'Arsenal fu evidente (11 punti), malgrado l'ottima annata di Fernando Torres, autore di 33 gol stagionali, di cui 24 in campionato. Dai tempi di Michael Owen Anfield non vedeva un campione così prolifico in attacco.
Durante il calciomercato dell'estate 2008 il club ingaggiò Philipp Degen, Andrea Dossena, Diego Cavalieri, Albert Riera e due attaccanti, David N'Gog e Robbie Keane, quest'ultimo acquistato per ben 20 milioni di sterline (circa 23 milioni di euro). Partirono, invece, John Arne Riise, Steve Finnan e Peter Crouch.
L'inizio del campionato fu molto promettente: il Liverpool si rivelò subito una delle maggiori pretendenti al titolo in Premier League e comandò la classifica per diverse giornate, aggiudicandosi anche gli scontri diretti sia di andata sia di ritorno con Manchester Utd (sconfitto 1-4 all'Old Trafford) e Chelsea, ma dopo Natale il Manchester United riprese la testa della classifica, che non lasciò più. In Champions League i Reds, dopo una netta affermazione negli ottavi contro il Real Madrid, furono eliminati ai quarti di finale dopo l'ennesima palpitante doppia sfida europea contro il Chelsea. Il Liverpool, sconfitto dinanzi ai propri tifosi nella gara d'andata con un netto 1-3, a Stamford Bridge giocò una partita orgogliosa: chiamato a vincere con tre gol di scarto, oppure, qualora fossero state superate le tre marcature per parte, anche con due, i Reds, pur privi del capitano Gerrard, si trovarono alla fine del primo tempo in vantaggio di due reti. Steven Gerrard. Nel secondo tempo, però, il Chelsea si rimise in carreggiata, segnando tre gol in meno di venti minuti e rimontando lo svantaggio; ii Reds, tuttavia, in due minuti portarono clamorosamente il Liverpool sul 4-3. A questo punto un solo gol avrebbe qualificato la compagine di Anfield, ma la stanchezza per l'enorme dispendio di energie profuse fu pagata: Frank Lampard castigò Torres e compagni sugli sviluppi di una ripartenza per il 4-4 finale che qualificò i Blues.
Il calciomercato estivo del 2009 vide l'addio della bandiera Hyypiä, che passò al Bayer Leverkusen. Tornò inoltre dall'Hertha Berlino l'ucraino Andriy Voronin, mentre fu acquistato dal Portsmouth l'esterno destro Glen Johnson. Per sostituire il terzino Álvaro Arbeloa ed il centrocampista Xabi Alonso, ceduti entrambi al Real Madrid, Benítez caldeggiò l'acquisto dalla Roma, per circa venti milioni di euro, del centrocampista italiano Alberto Aquilani. Completò il calciomercato l'acquisto del difensore centrale greco Kyrgiakos, esperto stopper proveniente dall'AEK Atene. L'avventura in Champions League finì anzitempo per la compagine rossa: inserito in girone con Olympique Lione, Fiorentina e Debrecen, il Liverpool terminò il girone al terzo posto, dopo aver perso entrambe le sfide con i toscani e in casa con i francesi e ottenuto soltanto un pareggio a Lione. Passato in Europa League, si fermò in semifinale contro l'Atlético Madrid poi vincitore del trofeo.
La mattina del 17 aprile 2010 fu ufficializzata la messa in vendita del club dopo la notizia dell'abbandono da parte dei due proprietari americani Gillet e Hicks; Martin Brougthon, già presidente della British Airways, divenne advisor della società, indebitata per quasi 300 milioni di euro. Il 25 novembre 2010 la squadra fu acquistata dall'imprenditore televisivo americano Tom Werner, anch' egli, come i precedenti proprietari, possessore di una squadra di una franchigia statunitense, precisamente la squadra di baseball dei Boston Red Sox.
Il campionato 2010-2011 si chiuse al sesto posto, fuori dalle coppe europee.
Dopo circa cinque stagioni senza vincere alcun trofeo, il 26 febbraio 2012 i Reds sconfissero ai rigori per 3-2, dopo un parziale di 2-2 dopo 120 minuti, il Cardiff City, squadra militante in seconda divisione, nella finale di League Cup, riportando il trofeo a Liverpool dopo nove anni. Nello stesso anno raggiunsero la finale di FA Cup, persa contro il Chelsea per 2-1. In campionato i Reds non andarono oltre un deludente ottavo posto, ma si qualificarono all'Europa League come vincitori della Coppa di Lega.

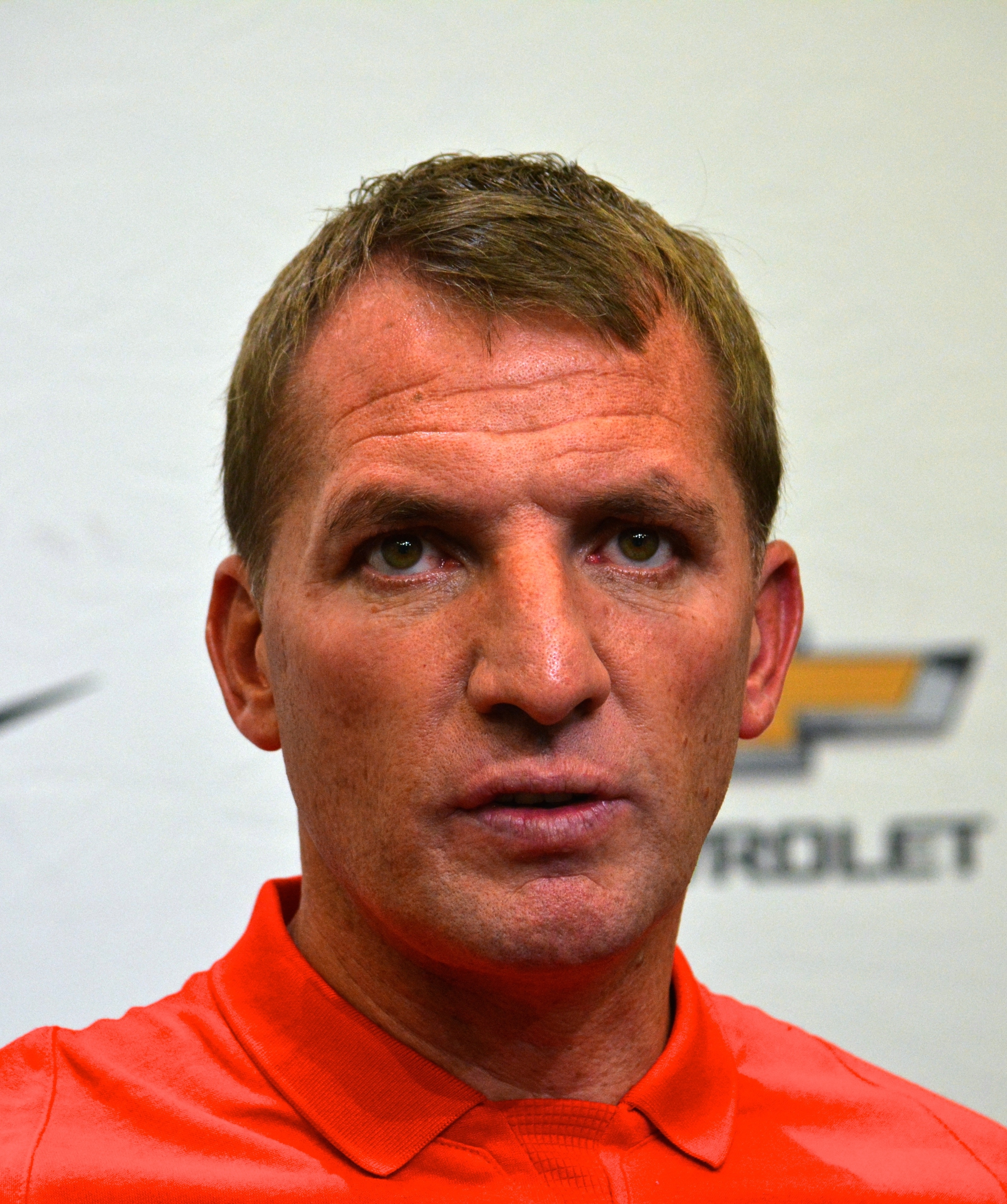
Brendan Rodgers, alla guida del Liverpool dal 2012 al 2015

Nella stagione 2012-2013 chiusero invece il campionato in settima posizione, non qualificandosi alle coppe europee.
L'inizio della stagione 2013-2014 fu incoraggiante: la squadra di Brendan Rodgers vinse infatti, alla prima stagionale, per 1-0 contro lo Stoke City, grazie ad un gol di Daniel Sturridge, e si ripeté una settimana più tardi, andando ad espugnare il campo dell'Aston Villa sempre con il punteggio di 1-0 (Sturridge ancora decisivo). I Reds vinsero anche nel secondo turno di Coppa di Lega, sconfiggendo ai supplementari il Notts County per 4-2. Il 1º settembre si giocò, ad Anfield, il Derby d'Inghilterra contro il Manchester United: a vincere fu il Liverpool (1-0), che centrò così la terza vittoria in altrettante partite, volando in testa alla classifica con 9 punti. Il 21 settembre arrivò la prima sconfitta stagionale in campionato, uno 0-1 casalingo subìto dal Southampton. Alla fine del girone di andata, i Reds si trovarono al quinto posto con 36 punti. La squadra non mollò e nel girone di ritorno, grazie ad un filotto di 11 vittorie consecutive tra aprile e maggio 2014, si ritrovò in testa alla classifica con cinque punti di vantaggio sul Chelsea, a tre giornate dalla fine del campionato. Ad Anfield però, nello scontro diretto con i Blues, la squadra di Rodgers fu sconfitta per 0-2. Una settimana più tardi il Liverpool pareggiò sul campo del Crystal Palace (3-3), facendosi rimontare il vantaggio iniziale di 3-0 e perdendo la prima posizione in favore del Manchester City, comunque in vantaggio grazie ad una miglior differenza reti. All'ultima giornata di campionato, la vittoria per 2-1 contro il Newcastle Utd non bastò per conquistare il titolo, a causa della contemporanea vittoria del Manchester City sul West Ham Utd. I Reds dovettero quindi accontentarsi del secondo posto, che valse comunque la qualificazione diretta alla UEFA Champions League, che alla squadra mancava da cinque anni.
La stagione 2014-2015 partì con la cessione di Luis Alberto Suárez al Barcellona per circa 90 milioni di euro. Grazie ai soldi incassati i Reds si rinforzano sul mercato con gli acquisti di Rickie Lambert, Adam Lallana e Dejan Lovren dal Southampton, Emre Can dal Bayer Leverkusen, Lazar Markovic dal Benfica, Javier Manquillo dall'Atlético Madrid, Alberto Moreno dal Siviglia e Mario Balotelli dal Milan. La squadra di Rodgers vinse la prima partita di Premier League contro il Southampton (2-1), ma alla seconda giornata fu sconfitto per 1-3 dal Manchester City all'Etihad Stadium. Il Liverpool chiuse il campionato con un deludente sesto posto, che valse comunque la qualificazione ai preliminari di Europa League, mentre in Champions League giunse terzo in un girone formato da Real Madrid, Basilea e Ludogorec, "retrocedendo" così in Europa League. Qui i Reds furono eliminati ai sedicesimi di finale dal Beşiktaş, dopo i tiri di rigore (vittoria per 1-0 ad Anfield e sconfitta con lo stesso punteggio in Turchia).

### I successi con Klopp

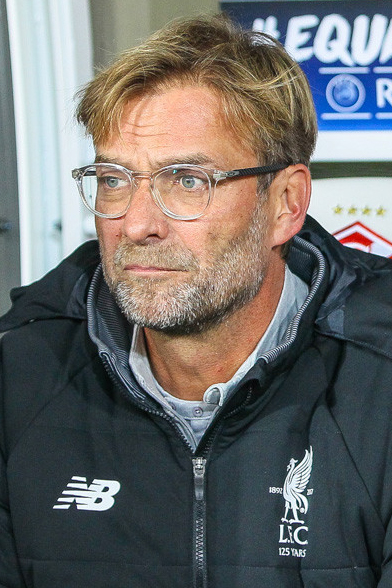
Jürgen Klopp guida il Liverpool dall'ottobre 2015.

La stagione 2015-2016 si aprì con un andamento altalenante, tanto che Rodgers fu esonerato ad ottobre. Al suo posto arrivò il tedesco Jürgen Klopp, che portò la squadra all'ottavo posto in Premier League. In Europa League il Liverpool ebbe un rendimento diverso, tanto da giungere a disputare la finale di Basilea, dopo aver ottenuto una splendida vittoria nei quarti di finale contro il Borussia Dortmund. In finale i Reds furono sconfitti per 3-1 dal Siviglia, che si aggiudicò il trofeo per il terzo anno consecutivo. Il Liverpool era stato sconfitto anche nella finale di Coppa di Lega ai tiri di rigore contro il Manchester City. Il tecnico tedesco guidò i suoi al quarto posto e alla semifinale di League Cup nella stagione 2016-2017.
La stagione 2017-2018 vide i Reds confermarsi al quarto posto in campionato e compiere un memorabile percorso in UEFA Champions League, dove, sospinta dal nuovo acquisto Mohamed Salah, autore di ben 44 gol in 50 presenze stagionali, la compagine di Klopp superò la fase a gironi da prima classificata nel proprio raggruppamento, con 3 vittorie e 3 pareggi in 6 partite, e poi eliminò il Porto agli ottavi di finale, i connazionali del Manchester City ai quarti e la Roma in semifinale, tornando dunque in finale di Champions dopo undici anni. Nell'atto conclusivo del torneo, allo stadio Olimpico di Kiev, fu battuto per 3-1 dal Real Madrid.
Nella stagione 2018-2019 il Liverpool chiuse al secondo posto la Premier League, a un solo punto dal Manchester City capolista, contro cui subì l'unica sconfitta patita in campionato e a cui contese il titolo sino all'ultima giornata, segnalandosi per l'ottimo rendimento difensivo (nelle prime 19 giornate mantenne inviolata la porta in 12 occasioni, con soli 7 gol concessi, minimo di sempre per il campionato inglese a metà stagione) e l'imbattibilità casalinga per la seconda stagione di fila. Sul fronte europeo, giunto a disputare per il secondo anno di fila la finale di UEFA Champions League, si aggiudicò, a quattordici anni dall'ultimo successo nella manifestazione, il trofeo per la sesta volta. Superato il girone come seconda, la squadra estromise il Bayern Monaco agli ottavi e il Porto ai quarti, mentre in semifinale, dopo aver perso per 3-0 al Camp Nou contro il Barcellona, si rese protagonista di una memorabile rimonta, imponendosi sui catalani con un netto 4-0 ad Anfield Road. Nella finale, giocata allo stadio Wanda Metropolitano di Madrid, superò, infine, per 2-0 i connazionali del Tottenham.
Malgrado la sconfitta per 5-4 ai tiri di rigore contro il Manchester City nella Supercoppa inglese, l'anno d'oro del Liverpool fu suggellato dalla vittoria, qualche settimana più tardi, della Supercoppa europea ai tiri di rigore contro i connazionali del Chelsea, nella prima finale tutta inglese della competizione, e, nel dicembre 2019, dal primo successo dei Reds nella Coppa del mondo per club, vinta in Qatar battendo i messicani del Monterrey (2-1) in semifinale e i brasiliani del Flamengo (1-0 ai supplementari) in finale. Parallelamente, l'annata 2019-2020 vide i Reds tenere un altissimo rendimento in campionato, con 61 punti ottenuti nelle prime 21 giornate, record di sempre nei primi cinque campionati europei. Il 13 marzo 2020, con il Liverpool in vantaggio di 25 punti sulla seconda classificata dopo 29 giornate di campionato, la stagione fu sospesa, stante l'emergenza sanitaria dovuta alla pandemia di COVID-19. Alla seconda partita dopo la ripresa del campionato, il 25 giugno 2020, il Liverpool rivinse il titolo dopo trent'anni, trovandosi in vantaggio di 23 punti rispetto alla seconda in classifica a otto giornate dal termine del torneo.
La stagione 2020-2021 si aprì con i Reds sconfitti in Supercoppa d'Inghilterra per 5-4 ai tiri di rigore contro l'Arsenal. L'annata, resa complicata da lunghi infortuni occorsi a tutti e tre i difensori titolari, vide il Liverpool prolungare a 68 partite, fino al gennaio 2021, la striscia di incontri casalinghi senza sconfitte, seconda migliore serie nella storia del calcio inglese professionistico; la squadra accusò poi una netta flessione, con ben sei sconfitte casalinghe consecutive, ma, vincendo otto delle ultime dieci partite di campionato, tra cui una con gol decisivo del portiere Alisson (primo gol segnato da un estremo difensore nella storia dei Reds), guadagnò il terzo posto finale in Premier League.
Nel 2021-2022 il Liverpool tornò, dopo dieci anni, a vincere la Coppa di Lega, battendo a Wembley il Chelsea per 11-10 ai tiri di rigore (0-0 dopo i tempi supplementari). Lo stesso Chelsea fu l'avversario dei Reds nella finale di Coppa d'Inghilterra a maggio, sempre a Wembley. A vincere furono ancora una volta i rossi, impostisi per 6-5 ai tiri di rigore dopo lo 0-0 dei tempi supplementari: il successo nella coppa nazionale mancava da sedici anni. Se in campionato la squadra contese il titolo al Manchester City fino all'ultima giornata, per poi piazzarsi seconda a un solo punto dai rivali, in UEFA Champions League la squadra di Klopp mantenne un rendimento eccezionale, vincendo tutte e sei le partite del girone, chiuso al primo posto con soli sei gol subiti, ed eliminando l'Inter agli ottavi di finale, il Benfica ai quarti e il Villarreal in semifinale, con 13 gol segnati nella fase a eliminazione diretta, sommati ai 17 realizzati nel raggruppamento di prima fase. In questo modo la squadra ebbe accesso alla finale del torneo per la terza volta nelle ultime cinque edizioni della Champions: allo Stade de France di Parigi fu nuovamente sconfitta dal Real Madrid (0-1).
La stagione 2022-2023 fu inaugurata dalla vittoria della Supercoppa d'Inghilterra (3-1 contro il Manchester City), ma fu caratterizzata da alti e bassi, con poche prestazioni ottime, come la vittoria per 7-0 contro il Manchester United, e gare pessime, come quella persa per 4-1 in UEFA Champions League in casa del Napoli. Giunto secondo nel girone di Champions, il Liverpool venne eliminato agli ottavi di finale dal Real Madrid (risultato totale di 6-2) e in campionato, dopo una prima parte di torneo molto deludente, riuscì a limitare i danni chiudendo al quinto posto e qualificandosi all'Europa League, dove tornò sette anni dopo la finale del 2016.
Nel 2023-2024 la squadra rimase in corsa per la vittoria del titolo sino a poche giornate dalla fine, per poi staccarsi in classifica e concludere al terzo posto. Aggiudicatasi per la decima volta la Coppa di Lega, battendo per 1-0 il Chelsea dopo i tempi supplementari, fu eliminata dall'Europa League ai quarti di finale dall'Atalanta malgrado i favori del pronostico. La quasi decennale gestione di Klopp volse così al termine.